# Carretera de Nebraska 33
La Carretera de Nebraska 33, y abreviada NE 33 (en inglés: Nebraska Highway 33) es una carretera estatal estadounidense ubicada en el estado de Nebraska. La carretera inicia en el Oeste desde la US 6  , NE 15  oeste de Dorchester hacia el Este en la US 77 este de Roca. La carretera tiene una longitud de 41,1 km (25.56 mi).

## Mantenimiento
Al igual que las autopistas interestatales, y las rutas federales y el resto de carreteras estatales, la Carretera de Nebraska 33 es administrada y mantenida por el Departamento de Carreteras de Nebraska por sus siglas en inglés NDOR.

## Cruces
La Carretera de Nebraska 33 es atravesada principalmente por la  NE 103  en Crete.